# ハナイズミモリウシ
ハナイズミモリウシ（花泉盛牛 Bison hanaizumiensis または Bison priscus）は、新第三紀の鮮新世から第四紀の最終氷期を中心に日本列島などに生息していた、ウシ科バイソン属に分類されるウシ族の草食動物である。「原初のバイソン（Primeval Bison）」ことステップバイソンに近縁または同一種であり、ナウマンゾウやヤベオオツノジカと共に当時の日本列島の陸棲のメガファウナの代表格であった。
本種に限らず花泉遺跡（岩手県一関市）から発掘されているバイソン属の出土骨の年代の分布は、年代の特定の精度に確証はないが後期更新世の後半を中心とする約4,840 - 25,730BPとされており、これが事実ならば本種または他のバイソン属は完新世以降の縄文時代にまで日本列島に生存していたことになる。

## 名称
命名者は松本彦七郎。種小名は発見地である命名当時の花泉町に因んでいる。和名の「ハナイズミ」は同じく花泉町に、「モリ」の部分は発見当時の花泉村長であり本種の発見者の1人であった郷土史家の佐々木盛輔に由来しており、松本と共に本種の分類に関与した森一や、花泉遺跡の別名である「金森遺跡」とは無関係である。このため、ハナイズミモリウシの和名に準拠した漢字での表記は「花泉盛牛」となる。
英名は未定だが、便宜的に「Hanaizumi Bison」と呼ばれる場合がある。ハナイズミモリウシがステップバイソンと同一種であるならば現在の学名である「B. hanaizumiensis」は「B. priscus」のジュニアシノニムになり、基本の学名も「B. priscus (sp.)」となる。

## 分類

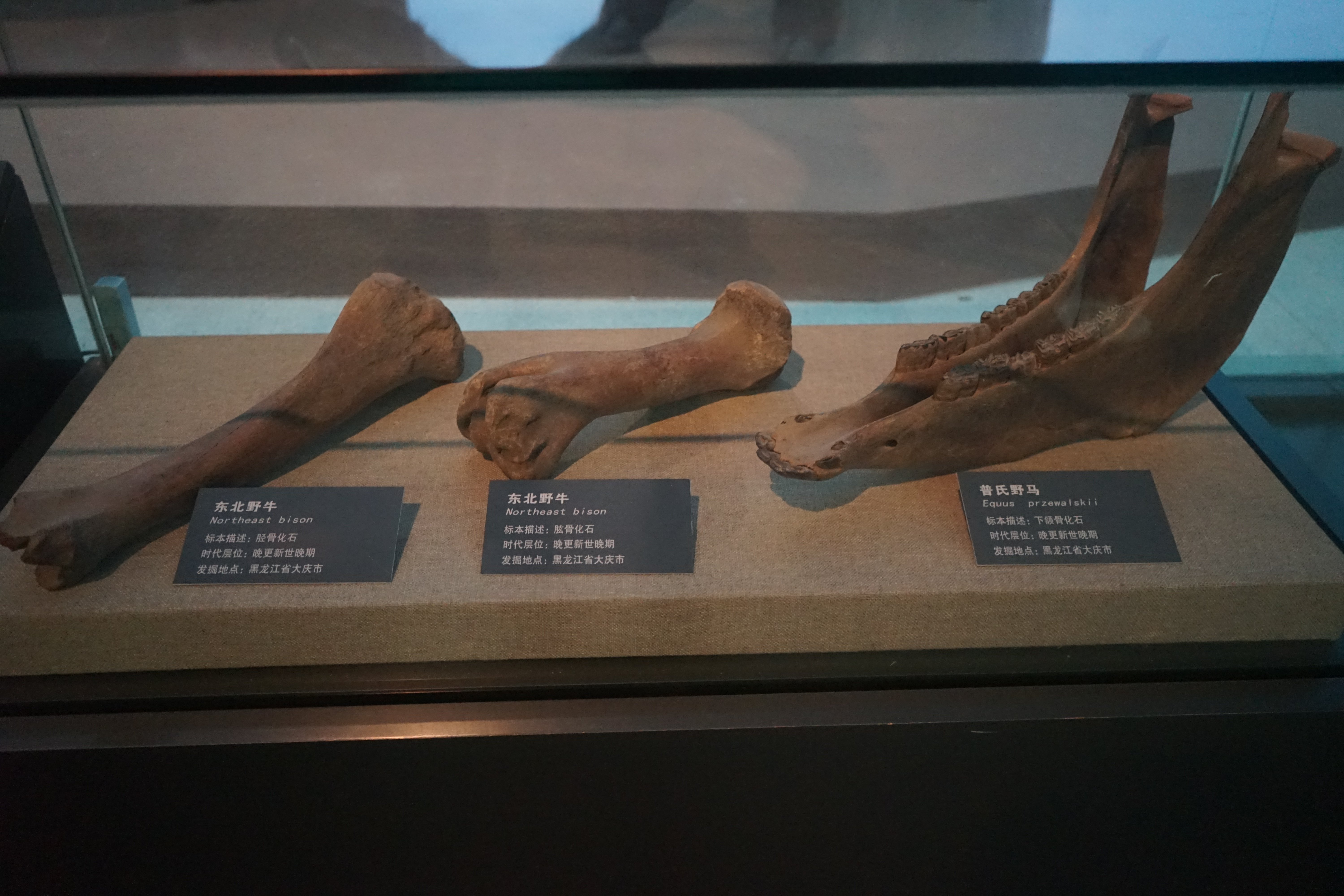
花泉遺跡の発掘状況との類似性が指摘されている中国・黒竜江省で発掘されたバイソンとモウコノウマの化石。大慶市の大慶博物館にて。

更新世の日本列島からは（正体が不明のウシ類の記録を除けば）北海道、青森県の下北半島、岩手県（花泉遺跡）、栃木県の葛生地区（通称「葛生動物群」）、香川県の小豆島（瀬戸内海）などから最大で9種類のバイソン属が報告されているが、種の厳密な分類と判別に不確定な部分が目立つために議論も進んでおらず、厳密に何種類が列島に生息していたのかは不明である。これまでに産出してきた中・後期更新世以降の記録の中では、現在まで種の特定または分類がなされているのはハナイズミモリウシとステップバイソン（プリスクス野牛）とホクチヤギュウなど限定されている。
本種はステップバイソンに近縁だとされるが厳密な関連性は不明であり、花泉遺跡から産出したバイソン属はステップバイソンに限定、つまりハナイズミモリウシがステップバイソンと同一種であると見なされる場合もある。一方で、ハナイズミモリウシの古い年代の化石は鮮新世に該当するとされているが、これはステップバイソンが出現したとされる中期更新世と大きく異なる。
本種のシノニムに使用されている属名の「レプトバイソン（Leptobison）」には、バイソン属およびオーロックスなどのウシ属の共通の祖先と考えられているレプトボスとの類似性が見られるが、一般的に初期のバイソン属または亜属とされるのは「Eobison」である。ハナイズミモリウシの発見当時は角の長さなどの判断要素から原始的な種類と考えられていた。
なお、バイソン属をウシ属に内包する場合は、ハナイズミモリウシの学名は「Bos hanaizumiensis」または「Bos bison hanaizumiensis」となる。

## 発見

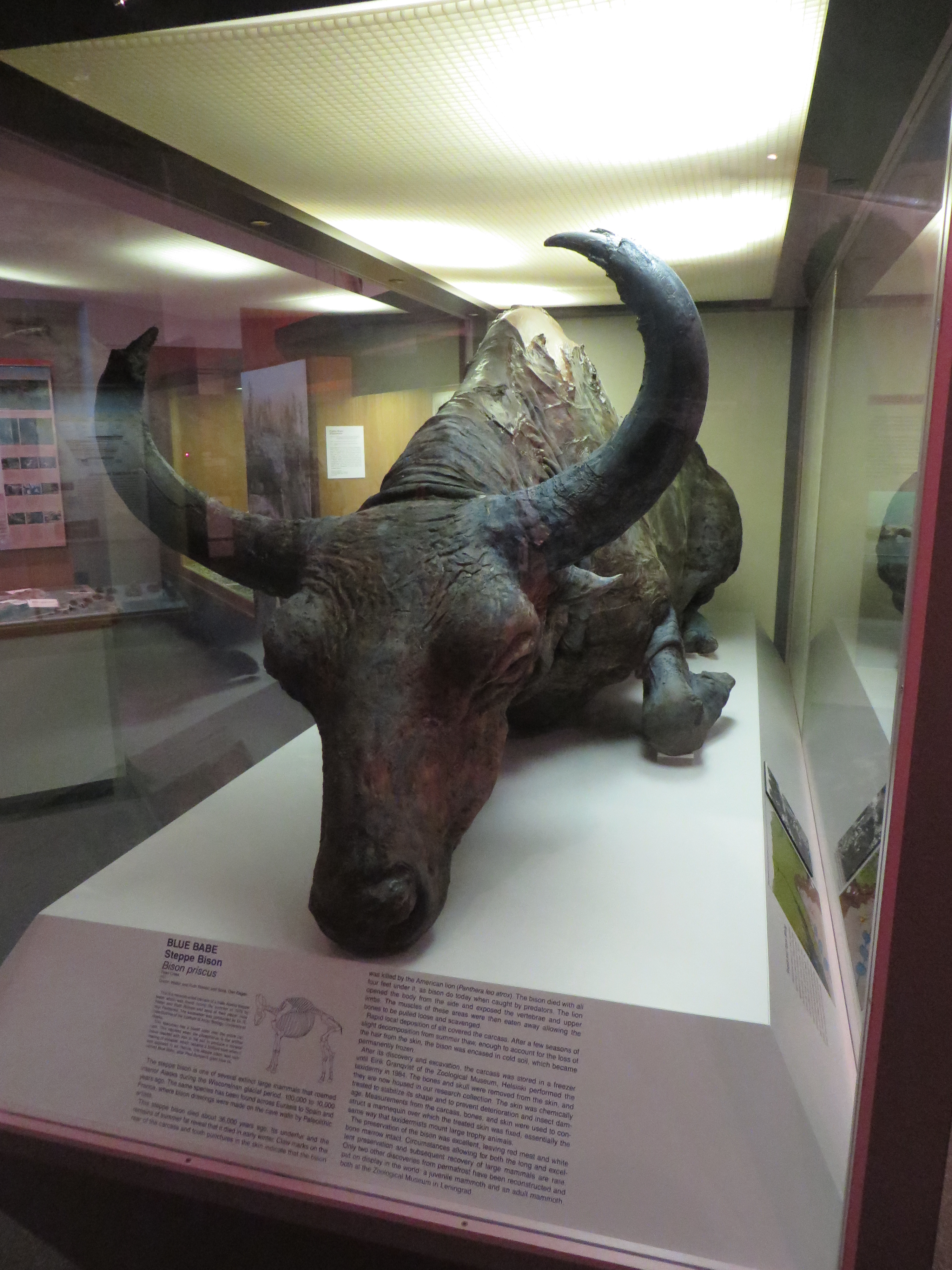
ハナイズミモリウシに近縁または同一種とされるステップバイソンのミイラの「ブルー・ベイブ」。アラスカ州立大学博物館にて。

ハナイズミモリウシの発見のきっかけとなったのは、1927年（昭和2年）の日照りの際に金森地区の沼倉清治が灌漑用の井戸を掘ったことである。1953年（昭和28年）に佐々木盛輔が司東真雄の紹介で東北大学の曽根廣に当該化石の鑑定を依頼して貴重性が判明し、同年から1988年（昭和63年）にかけて計15回の調査が行われた。なお、ハナイズミモリウシとの関連性は不明だが、北海道における最初のバイソンの発見は1971年（昭和46年）の北広島市の記録が初と本州よりも後年であった。
ハナイズミモリウシ（ステップバイソン）の主だった化石は花泉遺跡などから発掘されている。同遺跡で発見された動物相の殆どを占めるなど標本の量も豊富で、保存状態の良さからも国内における後期更新世の貴重なバイソン属の化石として知られており、旧花泉町（現一関市）には現在も発見の記念碑が残されている。また、日本列島で発見されている唯一のオーロックスの化石もハナイズミモリウシの発見と同時に花泉遺跡にて発掘された。
オーロックスを含む他のメガファウナと共に発見された点からも、中国の黒竜江省・ハルビン市における発掘状況との類似性が見られる。しかし、花泉町におけるオーロックスの出土記録は後年に花泉遺跡からの産出種のリストから除外されており、ステップバイソンに限らずバイソン属とオーロックスの間では化石の分類が混乱して種の特定において誤認や混同が発生しかねない側面があることからも、現時点（2024年）で後期更新世以降の日本列島に確実に生息していたと判明しているウシ族はバイソン属とスイギュウに限定される。

## 生態

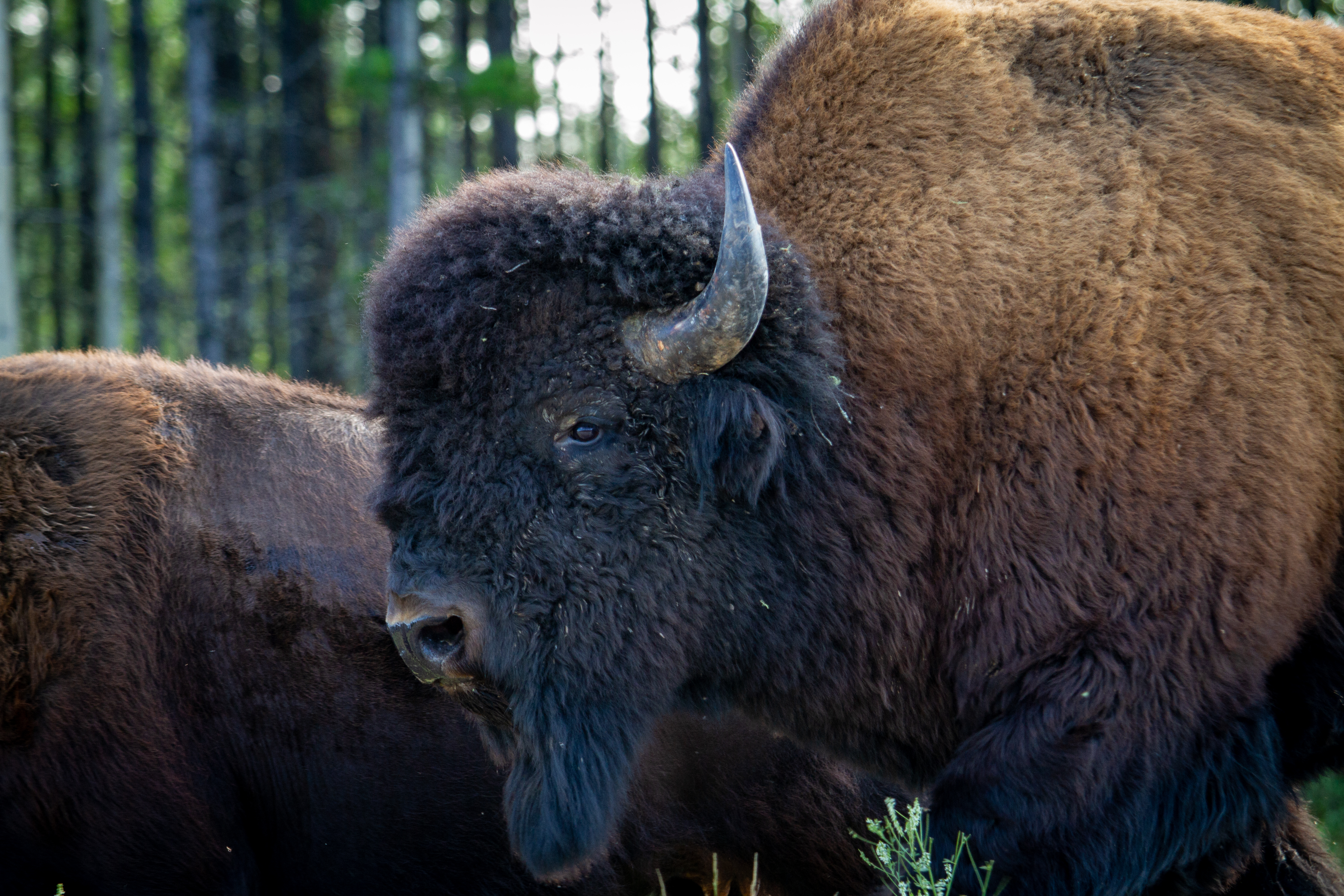
ロシア連邦・サハ共和国にて、日本列島にも分布したステップバイソンやホクチヤギュウなどのニッチを埋める代用として野生導入されているシンリンバイソン（ロシア語版）。

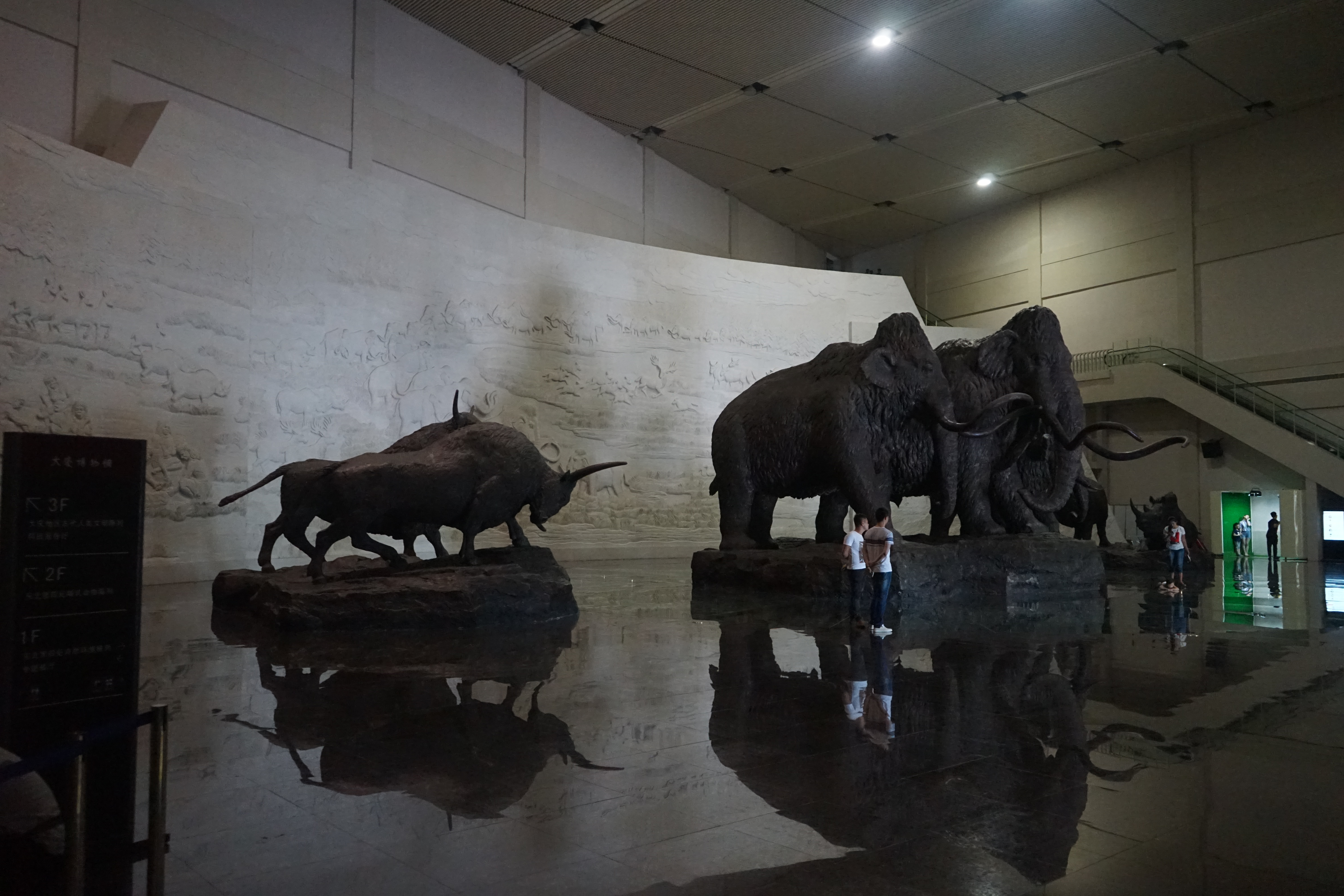
中国・大慶市の大慶博物館に展示されている当時の黒竜江省に生息していたバイソンとケナガマンモスとケブカサイの生体復元像。

上記の通り、ハナイズミモリウシはステップバイソンと特に近縁または同一種であるとされている。ステップバイソンは現生のバイソン属の祖先であり、「プリスクス種（B. p. priscus）」または「メディエーター種（B. p. mediator）」は現生種の中でもアメリカバイソンの一亜種または一形態であるシンリンバイソンとの類似性が特に強いが、同時に骨格の形状はヨーロッパバイソンとの類似性も強いともされている。
ハナイズミモリウシの大きさは現生のバイソン属と近く、推定体高2メートル、推定体長3.1メートルである。一方で、タイプ標本は若い個体のものであるとされており、ハナイズミモリウシの成獣の厳密な大きさは不明である。また、本種も他のバイソン属と同様に首の上部と背部に棘突起を持つ。ハナイズミモリウシが島嶼矮小化を経ていたのかは不明であるが、大陸産のステップバイソンにおいては亜種または個体群ごとに形態や大きさの多様性が見られ、最大亜種の「ギガス種（B. p. gigas）」がジャイアントバイソンと共に地球史上最大級のウシ族および反芻類であった可能性がある一方で、シチリア島などからは対照的に矮小化を辿った小型の亜種（または個体群）が発見されている。栃木県の「葛生動物群」で知られる葛生地区から発見された化石も、種類は不明ながらも大型であることが特徴の一つであり、香川県小豆島沖の瀬戸内海から発見されたホクチヤギュウと近い数値を有している。
本種（ステップバイソン）は、後期更新世の日本列島に分布した陸棲のメガファウナではナウマンゾウやヤベオオツノジカに次いで発掘数が多く、花泉遺跡で発見された動物相の殆どが本種（ステップバイソン）に属しており、一般的な知名度こそナウマンゾウやヤベオオツノジカに劣るものの旧石器時代の日本列島の動物相を代表する種類の一つであり、「日本三大絶滅動物」と称されることもある。
ステップバイソンがマンモス・ステップの動物相（マンモス動物群）の代表格の一角であったことからも、日本列島ではたとえば北海道や関東平野や富山平野や当時の瀬戸内海の様な草原や平野が主要なバイソン属の生息地であったと考えられるが、ステップバイソンの子孫であり形態的な類似性も有している現生のアメリカバイソンやヨーロッパバイソン（および絶滅した亜種のコーカサスバイソンやカルパティアバイソン）も山岳地帯を重点的に利用して生息する場合も見られる。

## 分布

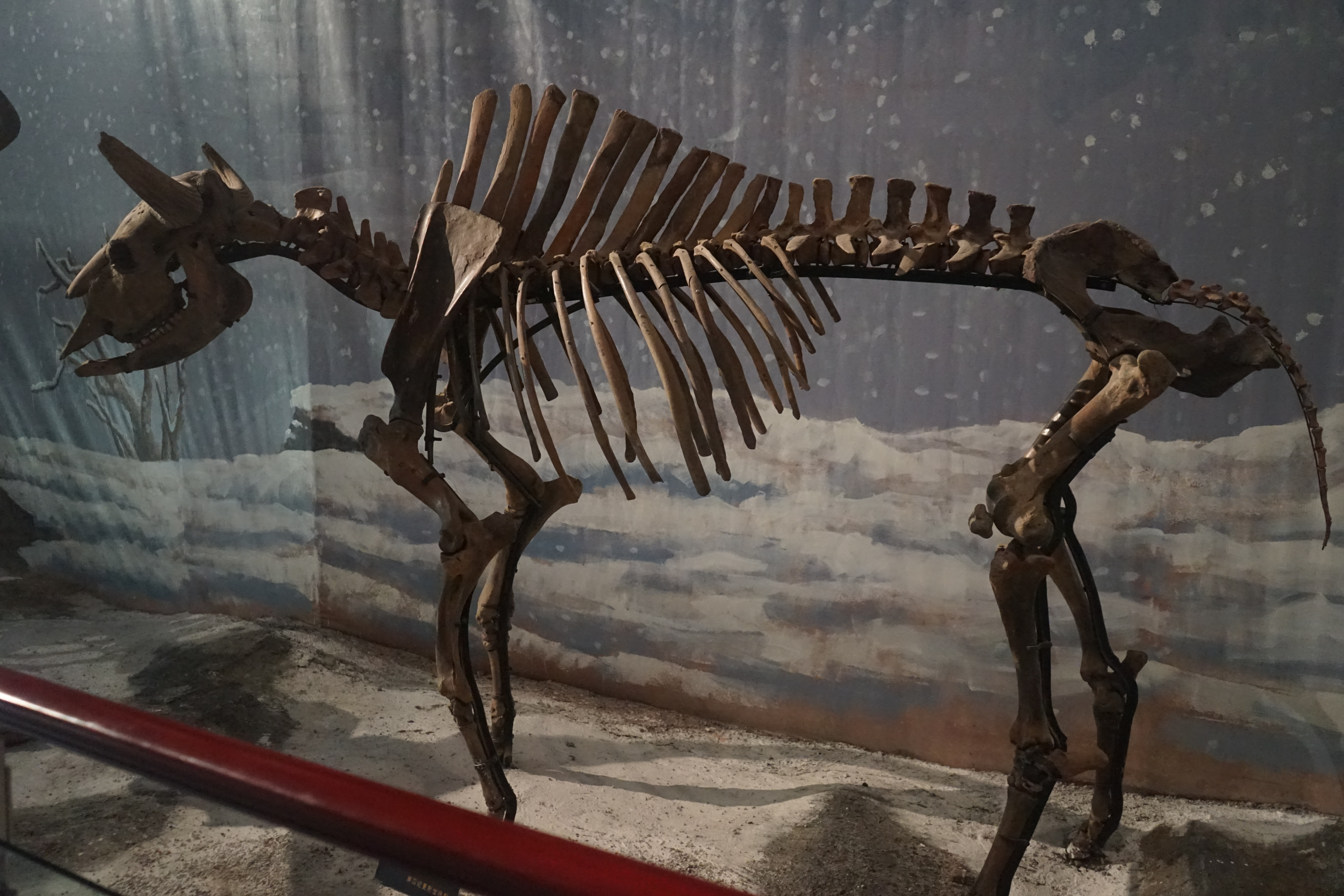
黒竜江省・綏化市の綏化市博物館に展示されているバイソンの骨格標本。

上記の通り、日本列島に分布していたバイソン属の厳密な分類や生息状況には不明な点が多く、ハナイズミモリウシがステップバイソンと同一種であるか否かも厳密には判明していないため、ハナイズミモリウシのユーラシア大陸における分布や日本列島での生息範囲などに関しても情報は豊富ではない。
ナウマンゾウやヤベオオツノジカは北海道にも分布していた一方で概して「南方系」とされているが、バイソン属は「北方系（マンモス動物群）」とされながらも、ツンドラから砂漠付近までの広範囲に生息が可能であり、現在でもたとえば北はアラスカやシベリアの様な高緯度帯、南はメキシコやイタリア半島やイベリア半島の様な中緯度帯にも生息する。そのため、バイソン属の氷河期におけるユーラシア大陸から日本列島への渡来経路は、（ナウマンゾウ、ヤベオオツノジカ、オーロックス、スイギュウなどと同様に）対馬海峡または中国大陸との間に形成された陸橋を伝って朝鮮半島または中国大陸から渡ってきただけでなく、（ヘラジカやトナカイやケナガマンモスなどと同様に）サハリンから北海道を経由してブラキストン線（津軽海峡）を超えて本州以南に到達した可能性もある。
バイソン属などの「北方系」の動物には本州にも分布していた種類も存在していた一方で、同じくサハリン経由で日本列島に到達したケナガマンモスが本州以南に自力で渡ったことを示唆させる確実な記録は存在しない。また、ナウマンゾウ（およびヤベオオツノジカなど）が本州から北海道に到達した時期は寒冷期においても比較的に温暖であり、津軽海峡に何らかの陸橋が形成されていた可能性は高くないとされている。このため、ナウマンゾウ（およびヤベオオツノジカなど）は当時の津軽海峡を泳いで渡り切ったことが考えられる。
バイソン属に関しては上記の通り二つのルート（朝鮮半島または中国大陸経由・サハリン経由）で日本列島に到来した可能性があり、これらのバイソン属が互いに津軽海峡を突破していたのか、突破していたのであればいつの時期にどのように行き来していたのかは厳密には不明であるが、ステップバイソンや（瀬戸内海から発見されている）ホクチヤギュウはベーリング地峡を利用してユーラシア大陸と北米大陸を往来しており、北方系でありながらも実際に本州以南にも分布していた。

## 人間との関係

### 絶滅

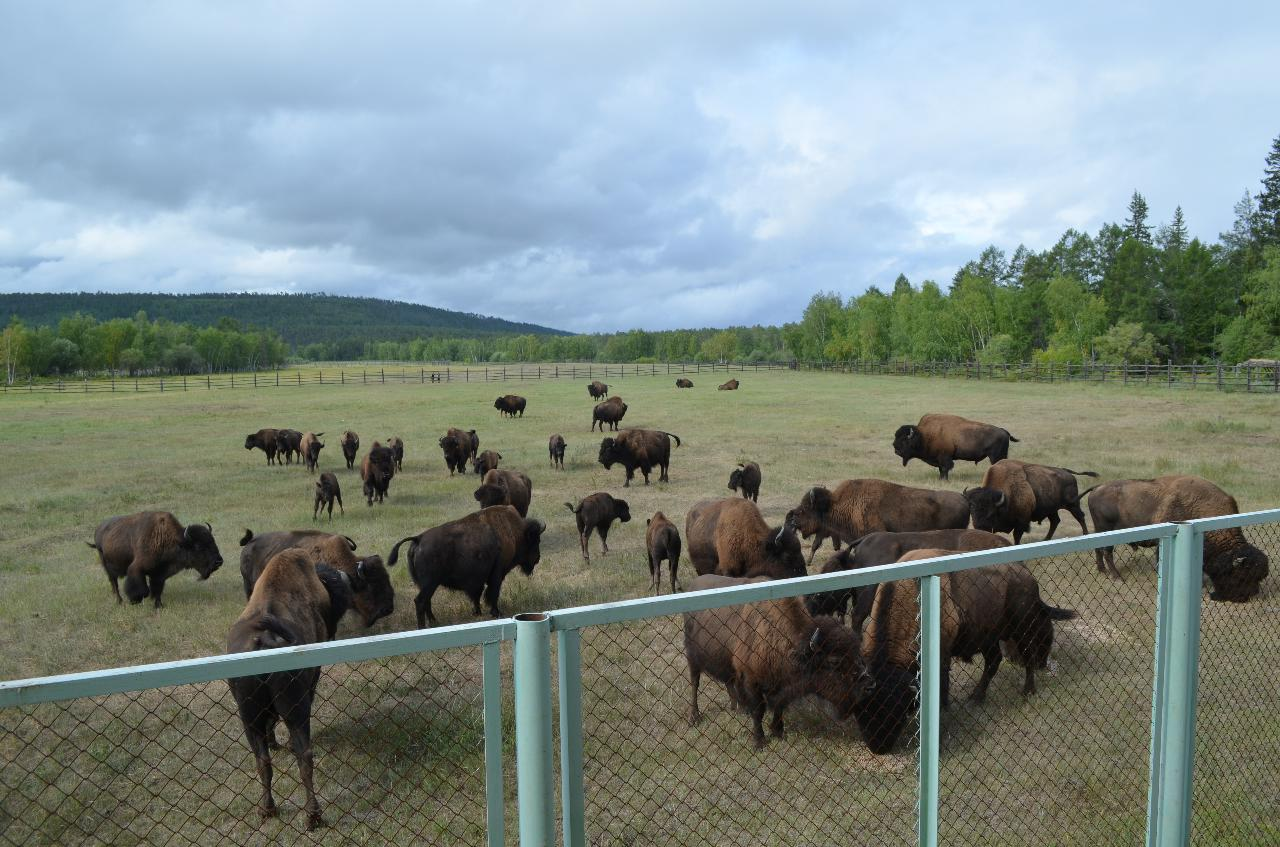
黒竜江省と地理的に近いサハ共和国で行われている、シンリンバイソンを用いることによる古代の生態系の復元を目的としたプロジェクト（ロシア語版）。
この更新世再野生化の試みによって、ステップバイソンの子孫であるアメリカバイソンの系統が祖先の故郷であるユーラシア大陸の自然界に帰還したことになる。

日本列島におけるハナイズミモリウシの最古の記録は鮮新世に該当し、最終的には後期更新世またはそれ以降まで生息していた。後期更新世以降の日本列島におけるバイソン属や他のメガファウナの絶滅の厳密な原因は解明されていないが、時期的にも「第四紀の大量絶滅」に該当しており、キルサイトと推測されている花泉遺跡から発見されている本種または他のバイソン属の最も新しい年代の化石は約4,840BPと完新世の縄文時代に該当する。
そのため、気候変動とそれに付随した環境や植生の変化、または、気候変動だけでは説明できない部分もあることから、人間による狩猟をはじめとする個体数や生息環境への圧迫や個体群の分断など、またはこれらの相乗効果などに起因した可能性がある。
ステップバイソン自体はマンモス動物群のメガファウナとしてはギガンテウスオオツノジカと共に中期完新世まで生き延びた数少ない部類であり、最も新しい時代の標本はユーラシア大陸側では西シベリアの南部の地域やサハ共和国における10 .700-9,800BPの記録が、北米大陸側ではユーコン準州の一帯で約5,452年前の記録が存在する。

### 生態系の人為的な復元

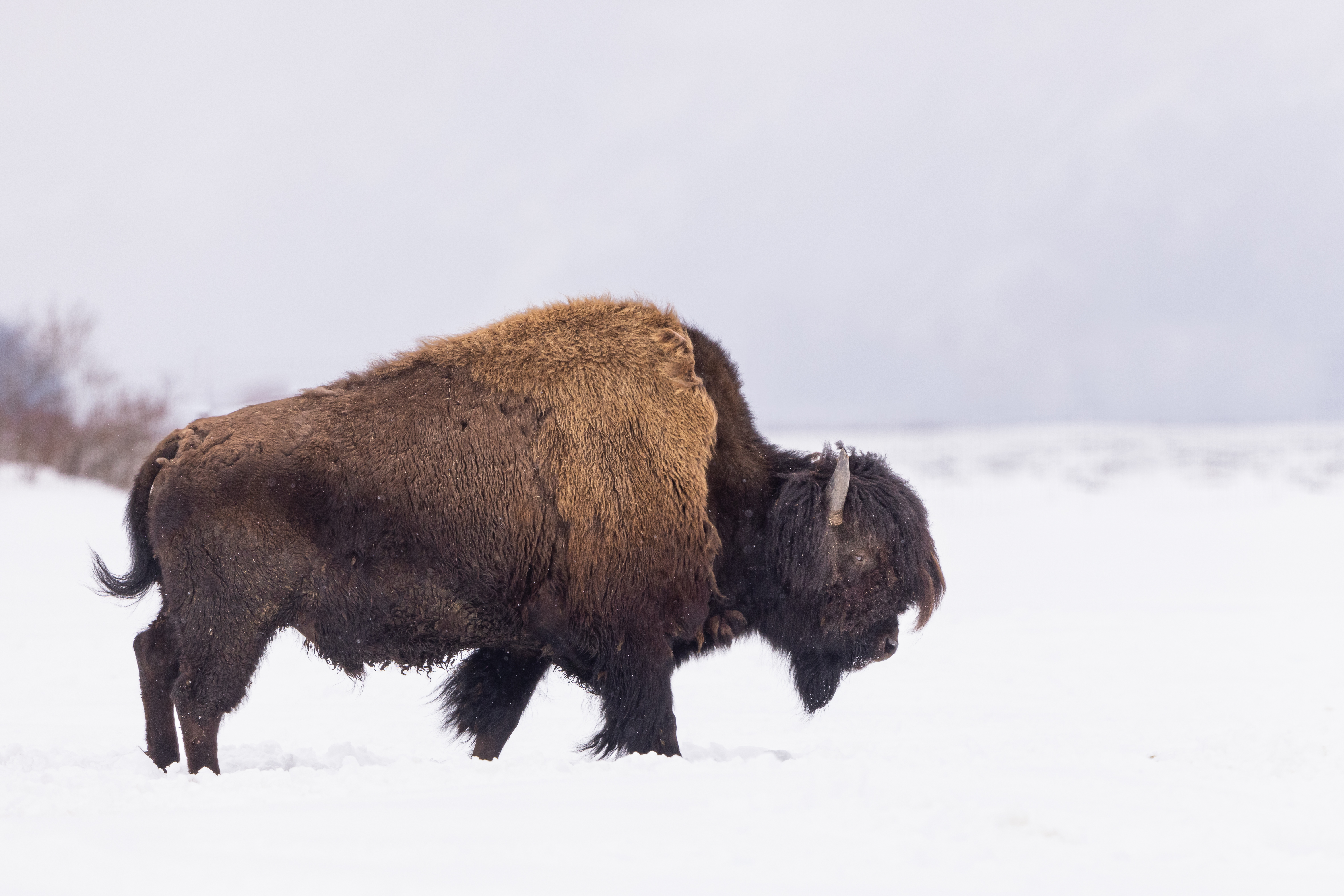
アラスカ野生動物保護センターで飼育されているシンリンバイソン。
アラスカ州とロシア連邦・サハ共和国に野生導入されているバイソンもカナダのウッド・バッファロー国立公園からシンリンバイソンの救済のためにエルク・アイランド国立公園に輸送・隔離されて繁殖した個体の子孫である。

近年は「第四紀の大量絶滅」によって弊害が生じた在来生態系の人為的な復元や補充、いわゆる再野生化の一種である「更新世再野生化」の議論が盛んであり（参照）、バイソン属においてもステップバイソンや他の化石種の生息していた地域に、ステップバイソンの子孫であるアメリカバイソンやヨーロッパバイソンを野生導入する動きが見られる。
上述の通り、花泉遺跡は中国の黒竜江省との生物の多様性に類似点が見られる。東シベリアはステップバイソンやホクチヤギュウが完新世まで生存していた地域であり、ロシアではアメリカバイソンやジャコウウシのシベリア（ユーラシア大陸）への導入（再導入）は1961年や1963年から提唱されていたが、プロジェクトが実現に至ったのは1990年代（ジャコウウシ）と2006年（バイソン）であった。
黒竜江省と地理的に近いロシア連邦のサハ共和国では、2006年からカナダのエルク・アイランド国立公園にて隔離・飼育されたシンリンバイソンをブオタマ地区に用意された施設で繁殖させ、個体数が増えてから野生導入する試みを行っている（ロシア語版）。このプロジェクトの目的は古代の生態系の再現だけでなく、北米大陸以外にも個体群を形成させることで（たとえば大規模な災害などのリスクから）シンリンバイソンという存在の避難先を確保し、遺伝子プールの保存も行うなどの純粋な保護や環境教育としての意義も兼ねている。
個体数の増加と共に繁殖施設の増設や実際の野生導入（2018年）も行われており、2019年にはシンリンバイソンが同国のレッドリストに登録されて法的な保護対象になっている。また、ロシアやサハ共和国の科学界では、古代種の代用に留まらず、シンリンバイソン自体も東シベリアに約2000年前まで生息していたと見なされる場合もある。
同国における類似したプロジェクトとしては「更新世パーク」が先行しており、こちらでも当初はシンリンバイソンの導入を予定していたが実現せず、代用としてヘイゲンバイソンが購入された。

### その他
サハ共和国ではステップバイソンの標本が豊富に発見されており、ロシアと韓国の科学者によるグループがシンリンバイソンとクローン技術を用いたステップバイソンの復活（復元）の可能性を模索している。

## 関連画像

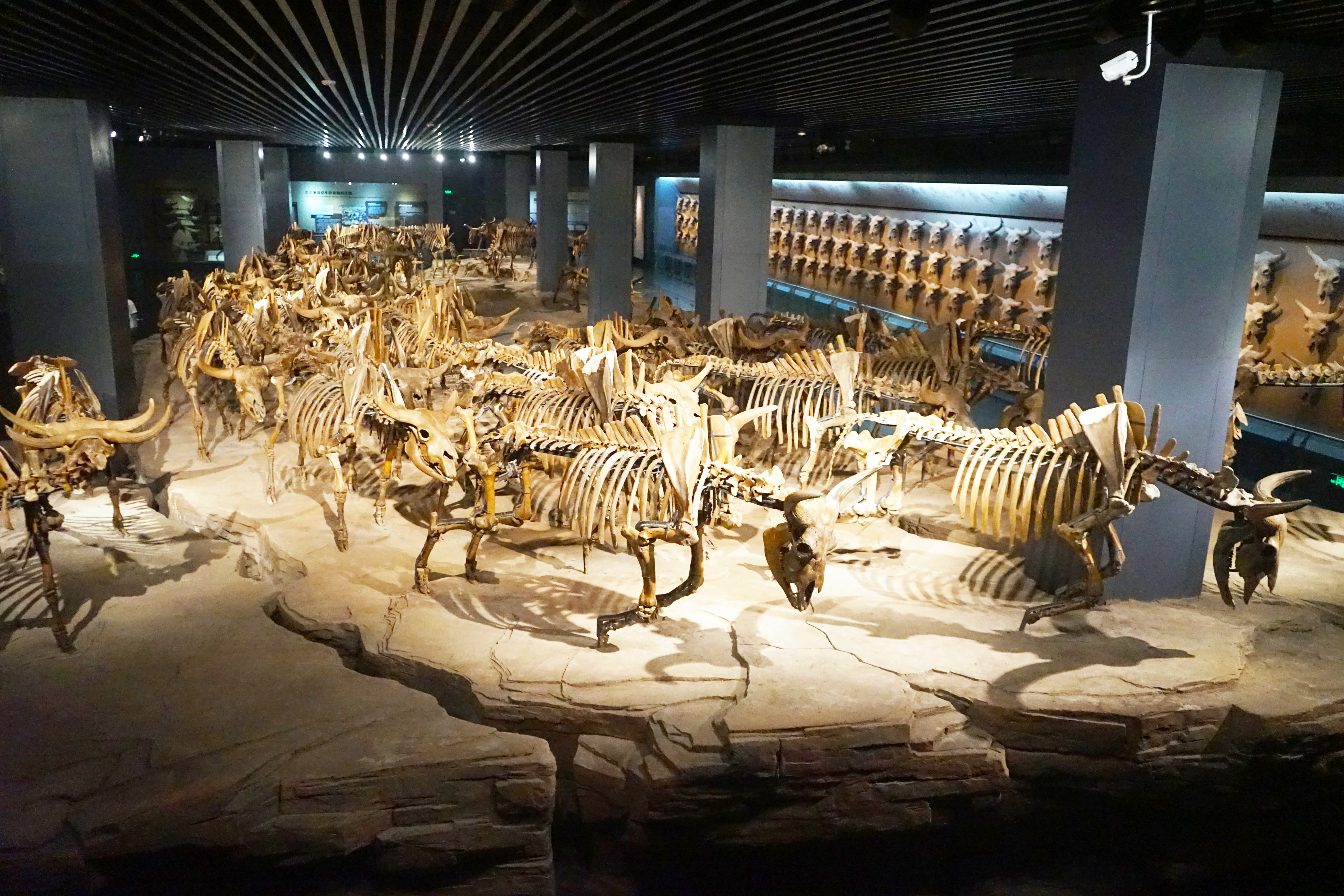
大慶市・大慶博物館所蔵のバイソンの標本群（頭骨と全身骨格）。
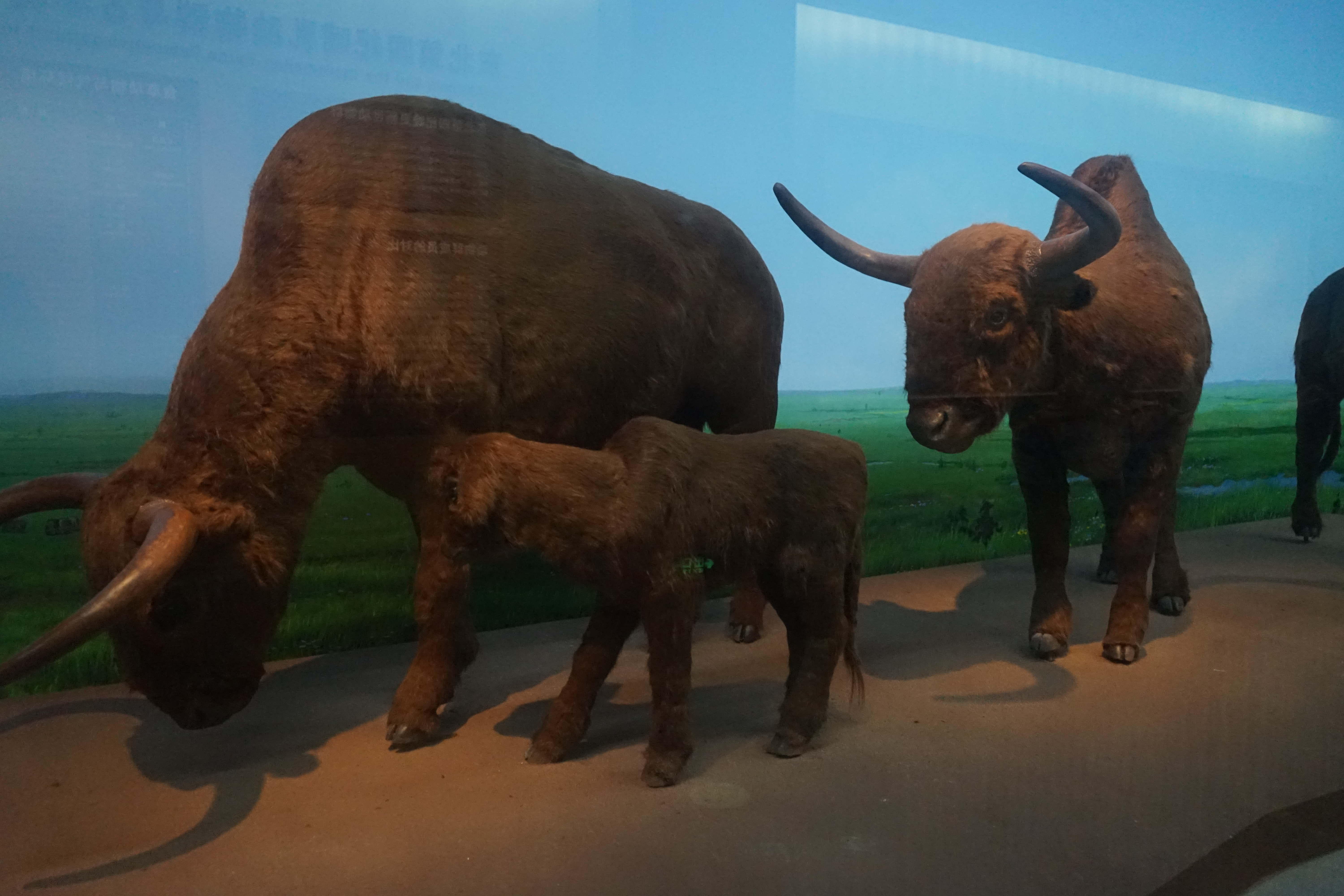
大慶博物館に展示されている当時の黒竜江省に生息していたバイソンの復元模型。
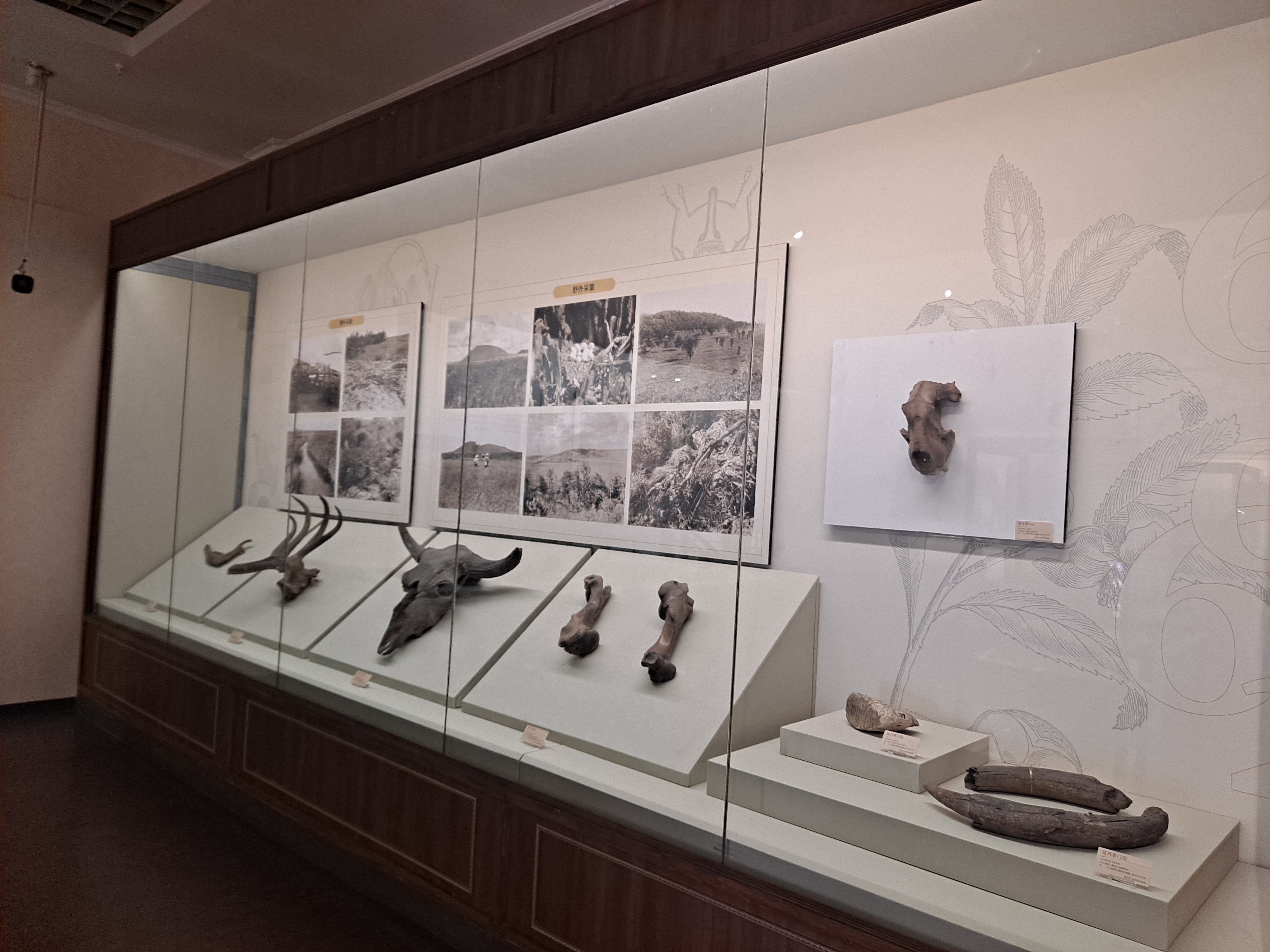
ハルビン市の黒竜江省博物館（中国語版）に展示されている現地で発見されたバイソンなどの化石。
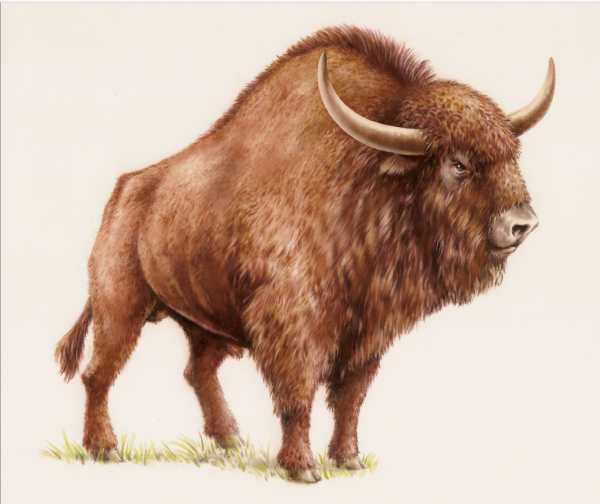
ステップバイソンの生体復元想像図。